# Mai 1968 (Miró)
Mai 1968 (Originaltitel auf Französisch Mai 1968, auf Katalanisch Maig 1968) ist ein Gemälde von Joan Miró, entstanden zwischen 1968 und 1973, das sich in der ständigen Sammlung der Fundació Joan Miró in Barcelona befindet.

## Beschreibung
Miró malte das 200 × 200 Zentimeter große Werk in Acryl- und Ölfarbe auf Leinwand. Auf weißem Grund verteilte er über das Format verschiedene Flächen in einer Reihe lebhafter Farben, die typisch für diese Schaffensperiode sind: Blau, Rot, Grün, Gelb und Orange. Überlagert werden die Flächen von kräftigen schwarzen Linien und einem großen schwarzen Punkt in der oberen Bildhälfte. Mit den Fingern malend, erzeugte Miró den Eindruck einer auf der Leinwand zerplatzten und über die gesamte Höhe nach unten hin verlaufenden Farbkugel. Ergänzt wird die Komposition durch Abdrücke von Händen.
Die Gemälde dieser übersprudelnden Periode Mirós waren Teil einer Ausstellung anlässlich des 75. Geburtstags des Künstlers, die an verschiedenen Orten stattfand: der Fondation Maeght, der Fundació Joan Miró, der Kathedrale von Barcelona und dem Haus der Kunst in München.

## Historischer Kontext
Im Frühling des Jahres 1968 initiierten die Studenten der Pariser Universitäten Sorbonne und Nanterre eine Protestbewegung, die fast eineinhalb Monate andauerte und für eine Verbesserung der Studienbedingungen sowie für eine Demokratisierung der Hochschulen und der Gesellschaft als Ganzes eintrat. Den Studentenprotesten, die als Pariser Mai oder Mai 1968 bekannt wurden und auch in anderen Ländern aufgegriffen wurden, schlossen sich nach und nach weiter Bevölkerungsgruppen an und führten zu Unruhen, einem Generalstreik und schließlich zu politischen und ökonomischen Reformen in Frankreich. Joan Miró sympathisierte mit den Protesten und schuf in der Folge sein Werk Mai 1968 als Hommage an die Vitalität und Ideale der Bewegung.

## Ausstellungen (Auswahl)
| Jahr | Ausstellung | Ort                           | Stadt        | Ref. Nr. |
| ---- | ----------- | ----------------------------- | ------------ | -------- |
| 1974 |             | Grand Palais                  | Paris        | Nr. 185  |
| 1975 |             | Fundació Joan Miró            | Barcelona    | Nr. 82   |
| 1978 |             | Museo Español de Arte Moderno | Madrid       | Nr. 84   |
| 1979 |             | Orsanmichele                  | Florenz      | Nr. 40   |
| 1980 |             | Museo de Arte Moderno         | Mexiko-Stadt | Nr. 61.  |
| 1985 |             | Palazzo dei Diamanti          | Ferrara      | núm. 12  |